# Зонд 1967Б
Зонд 1967Б (Союз 7К-Л1 № 5Л или Зонд 4Б) е съветски космически кораб, четвърти старт на лунния космически кораб "Союз 7К-Л1П".

## Корабът
Той е втори от девет планирани за полет по програма Зонд. Предназначен е за прелитане около Луната и завръщане на Земята. Корабът не успява да достигне орбита и се предполага, че оборудването е като на успешната мисия Зонд 4.

## Полетът
Стартът е даден на 22 ноември. Стартът е даден нормално, но двигателите на втората степен не се включват. Това води до задействие и отделяне от ракетата-носител на космическия апарат с помощта на системата за аварийно спасяване. Това става на височина 285 км от Земята.